# Carlo Andrei
Carlo Andrei detto Pipa (Carrara, 16 marzo 1905 – Carrara, 17 gennaio 1994) è stato un antifascista, partigiano e politico italiano.
Primo sindaco di Carrara dalla Liberazione dal 1945 al 1946, iscritto al Partito Comunista dal 1932,  presidente del Comitato di Liberazione Nazionale di Carrara è stato il più stretto collaboratore di Gino Menconi, col quale ha condiviso nella prima giovinezza la militanza repubblicana.
Andrei veniva chiamato Pipa per via della pipa che teneva tra i denti.

## Biografia
Nato a Carrara il 16 marzo 1905, perseguitato antifascista, emigrato in Francia, tenne assidui contatti con altri fuoriusciti antifascisti. Rientrato clandestinamente in Italia nel 1931 l'anno successivo aderì alla cellula comunista clandestina di Carrara. Dopo il 25 luglio lavorò alla creazione del SAP (Squadre di Azione Pattriotica) territoriali.
Nel gennaio 1944 è stato cofondatore del CLN, incontra a Monte Tondo con un gruppo di delegati il maggiore inglese Oldham per chiedere aiuto agli alleati, che per il momento rifiutarono di fornire appoggio e fornimenti. Aderente alla Formazione Ulivi, il 7 agosto a Tenerano è tra i fondatori della Brigata Muccini poi nella successiva Formazione Garibaldi - Gino Menconi e nella Divisione Apuana. Rimase membro del CLN fino alla fine della guerra, dove mantenne sempre un ruolo dirigente.
Il 9 settembre 1943 combatté a Carrara con altri cittadini in soccorso del Battaglione Alpini Val di Fassa che non si arrese ai tedeschi.
Anche se pur non avendo incarichi militari operativi, ebbe sempre un rilievo importante nell'attività di organizzazione e relazione del CLN nel Comune di Apuania. Dal 1945 al 1946 divenne Sindaco Commissario del Comune di Apuania non ancora disciolto.
Nel dopoguerra si occuperà poi del suo laboratorio di scultura, scolpendo a volte egli stesso per sua soddisfazione e condividendo con l'amico Nardo Dunchi il merito di salvare a metà degli anni sessanta i templi egiziani di Abu Simbel.
Negli ultimi anni di vita venne colpito da una gravissima infermità, muore il 17 gennaio 1994.

### Vita privata
Sposato con Vera, sua nipote Giovanna Bernardini insegnante e  anch'essa politica è stata assessore nella giunta Zubbani è ha introdotto la presentazione nel 2010 di un piccolo libro sul nonno Carlo Andrei, un politico per l'arte protagonista nel primo dopoguerra a Carrara.